# Michel Bouvard (organiste)
Pour les articles homonymes, voir Michel Bouvard et Bouvard.
Michel Bouvard, né le 16 janvier 1958 à Lyon 6e, est un organiste français.

## Parcours
Son grand-père, Jean Bouvard (organiste et compositeur) lui transmet son amour pour la musique.
Michel Bouvard travaille l'orgue avec Suzanne Chaisemartin puis avec André Isoir au Conservatoire de Paris (tout en suivant les classes d'écriture. Il complète sa formation auprès des organistes de Saint-Séverin : Michel Chapuis, Francis Chapelet et Jean Boyer. Il sera d'ailleurs titulaire des orgues de ce lieu parisien pendant 10 ans.
En 1983, ayant remporté le premier prix du Concours international d'orgue de Toulouse, il commence sa carrière de concertiste et de professeur.
En 1985, il est nommé professeur au conservatoire à rayonnement régional de Toulouse, succédant ainsi à Xavier Darasse. Plus tard, Il enseigne également dans la classe supérieure d’orgue du CESMD de la même ville.
En 1994 s'ouvre au CNR de Toulouse le département « Orgue et claviers » dont il prend la direction.
En 1995, il est nommé professeur d'orgue (en interprétation) au Conservatoire national supérieur de musique et de danse de Paris aux côtés d'Olivier Latry.
Michel Bouvard est, depuis 1996, titulaire de l'orgue Aristide Cavaillé-Coll de la basilique Saint-Sernin de Toulouse, et depuis 2010 co-titulaire de l'orgue de la Chapelle du château de Versailles.
Il a été directeur artistique (avec Jan-Willem Jansen) du festival international Toulouse les Orgues de 1996 à 2013 (et par là-même du concours international d'orgue Xavier Darasse de Toulouse).

## Discographie
- François Couperin : Messe des couvents avec plain-chant baroque alterné

Sony classical - Orgue de Cintegabelle
- François Couperin : Messe des paroisses avec plain-chant baroque alterné

Sony classical - Orgue de Saint-Maximin
- Jean-Sébastien Bach : Clavierübung III

Sony classical - BMG - Orgue Grenzing du CNSM de Lyon
- Auteurs français des XVIe et XVIIe siècles

Œuvres d'Eustache du Caurroy, Charles Racquet, Louis Couperin…
Pièces diverses
Chamade - orgue du Mesnil-Amelot
- Louis Vierne : Messe solennelle pour 2 orgues et chœur et Pièces de fantaisie

Charles-Marie Widor : Symphonie romane (écrite spécialement pour la Basilique Saint-Sernin de Toulouse, basilique romane qui avait fortement impressionné Widor)
Tempéraments - Chœur des Éléments - Orgues de Saint-Sernin à Toulouse
- Maurice Duruflé : Requiem

Hortus - Chœur des Éléments - Orgue de Notre-Dame du Taur à Toulouse
- Alexandre Pierre François Boëly : 14 préludes sur des cantiques de Denizot

Jean-Sébastien Bach : extraits de l’Orgelbüchlein
Jean Bouvard : 3 Noëls variés
AOM - Orgue de Saint-Jacques de Muret
- Sur l’orgue Cavaillé-Coll de Saint-Sernin de Toulouse :

Œuvres de Charles-Marie Widor, Franz Liszt, César Franck, Louis Vierne
Éditions Solstice
César Franck : L'Oeuvre d'orgue
La Dolce Volta (Janvier 2023)